# 992 (緊急短訊求助)
992是香港警務處設立的傳真求助熱線。自2004年起，此號碼亦擴展提供緊急短訊求助服務。這項服務年中無休，讓聽障或語言障礙人士可經短訊向警方尋求協助。

## 申請資格
當聽障或語言障礙人士遇到緊急事故，如交通意外、身體不適、火警、罪案等，而現場附近沒有人可代為致電999時，他們可使用手提電話或固網電話，發出短訊向警方求助。不過，有需要人士必須事先在指定機構登記，才可使用992緊急短訊求助服務。警方於2019年擴展服務，有需要人士除了可於指定機構辦理登記手續外，亦可在42個警察報案室申請、更新資料或取消登記。截至2023年7月12日，992求助熱線有超過1,937名聽障或語言障礙人士登記使用。

## 申請使用服務步驟
1. 親身到指定的機構登記個人資料（例如姓名、住址及發出短訊的電話號碼）
2. 填妥申請表格及交回指定的機構
3. 經指定機構核對資料後，提交至授權電訊公司的資料庫作儲存
4. 獲授權的電訊公司收到資料後，會發出一個確認短訊給登記人；登記人收到確認短訊後，即表示「992緊急短訊求助服務」已啟動。

## 指定登記機構
聽障或語言障礙人士必須在下列機構登記，才可使用992緊急短訊求助服務︰
- 龍耳
- 香港手語協會
- 香港聾人協進會
- 香港社會服務聯會
- 勞工及福利局康復組
- 香港聾人福利促進會
- 香港中華基督教青年會
- 香港路德會社會服務處

## 批評
聾人機構「龍耳」創辦人邵日贊指出，警方對專為聾人而設的992短訊報案系統宣傳不足，導致許多聾人不知道有這項服務的存在。當聾人遇到危險時，由於不知道這項服務的存在，因而無法求助，只能束手無策。緊急短訊求助服務不接受相片和影片，亦要逐條短訊收費，使用前必須向指定機構登記。邵日贊指出，很多聾人以手語為主要溝通語言，有部分聾人是文盲，緊急短訊求助並不可行。香港政府應確保聾人在緊急情況下有切實可行的途徑去求助。現時技術已成熟，建議報案中心推出圖像、視像手語報案服務，方便聾人、弱聽及語言障礙人士。此外，邵日贊又指與健聽人士使用999求助相比，聾人報案要逐條短訊付費，認為殘缺令聾人報案權利與健聽有異，涉及歧視，會向平等機會委員會作出投訴。平等機會委員會指出，政府部門應不時檢討接受聾人報警的方式，優化現有服務、與時並進。
根據政府統計處資料，2020年全港有47,900人聽覺有困難，但同年全港登記使用992緊急短訊求助服務的聽障或語言障礙人士只有1,884人，佔聽覺有困難人士數目不足4%。

## 改善措施
立法會福利事務委員會於2023年7月聯同聾人約見保安局官員，反映提供給聾人報案使用的緊急短訊求助服務存在登記手續繁複、使用流程極不便的問題。目前只有千多名聾人瞭解如何使用992系統，即使成功聯繫到警方，有時也難以準確理解聾人所面臨的情況。因此，他們要求保安局協助改善相關系統的功能。保安局首席助理秘書長張佩珊承認992短訊報案系統存在一些問題，並承諾會加快升級系統以提高效率。局方也將考慮推出短期措施，例如向求助人士發送網絡連結，讓他們能夠上傳「聲畫」至報案室，從而讓有關部門盡快了解詳細資料。邵日贊表示，全港共有48,000名聾人和弱聽人士，而登記使用992的人數不足百分之四，僅有1,860人。此外，即使已經登記，一旦更換流動服務供應商或電話號碼，登記就會失效。

## 澳門
澳門治安警察局亦以此號碼設立傳真熱線，提供報警求助服務，並計劃用作緊急短訊求助服務。

## 外部連結
- 香港警務處︰992緊急短訊求助服務<<使用指南>>（页面存档备份，存于）
- 龍耳︰992知多點（页面存档备份，存于）
- 立法會十六題：992緊急短訊求助服務 （页面存档备份，存于）